# Mohammad Nouri
Mohammad Nouri (Songhor, 9 gennaio 1983) è un allenatore di calcio ed ex calciatore iraniano, di ruolo centrocampista.

## Palmarès

### Club

#### Competizioni nazionali
- Coppa dell'Iran: 3

Sepahan: 2005-2006, 2006-2007
Persepolis: 2010-2011

### Nazionale
- Giochi asiatici: 1

2006